# 文明交響型ウィルス
文明交響型ウィルス（ぶんめいこうきょうがたウィルス）は2005年10月19日にリリースされた昼海幹音(現・ヒラマミキオ)の2ndアルバム。CDコードはMTCD-5009。

## 解説
- 2005年に東京事変を脱退後、昼海幹音へ改名してからの初のアルバムとなる。
- M-1 我は行くは、配信限定として先行シングルカットもされた。

## 収録曲
1. 我は行く
2. 科白
3. ざれごと
4. 無酸素メロディー
5. この胸の高鳴りを爆音で聴いてくれ
6. 多情な浮世
7. how long
8. 貴方が欲しい
9. 運命の音
10. 生業
11. 美しい年齢